# Oberdiessbach
Oberdiessbach est une commune suisse du canton de Berne, située dans l'arrondissement administratif de Berne-Mittelland.

## Histoire

Photo aérienne prise à 400 m par Walter Mittelholzer (1927)

Le 1er janvier 2010, l'ancienne commune d'Aeschlen a fusionné avec Oberdiessbach dont elle est devenue une localité. Celle de Bleiken a fait de même le 1er janvier 2014.

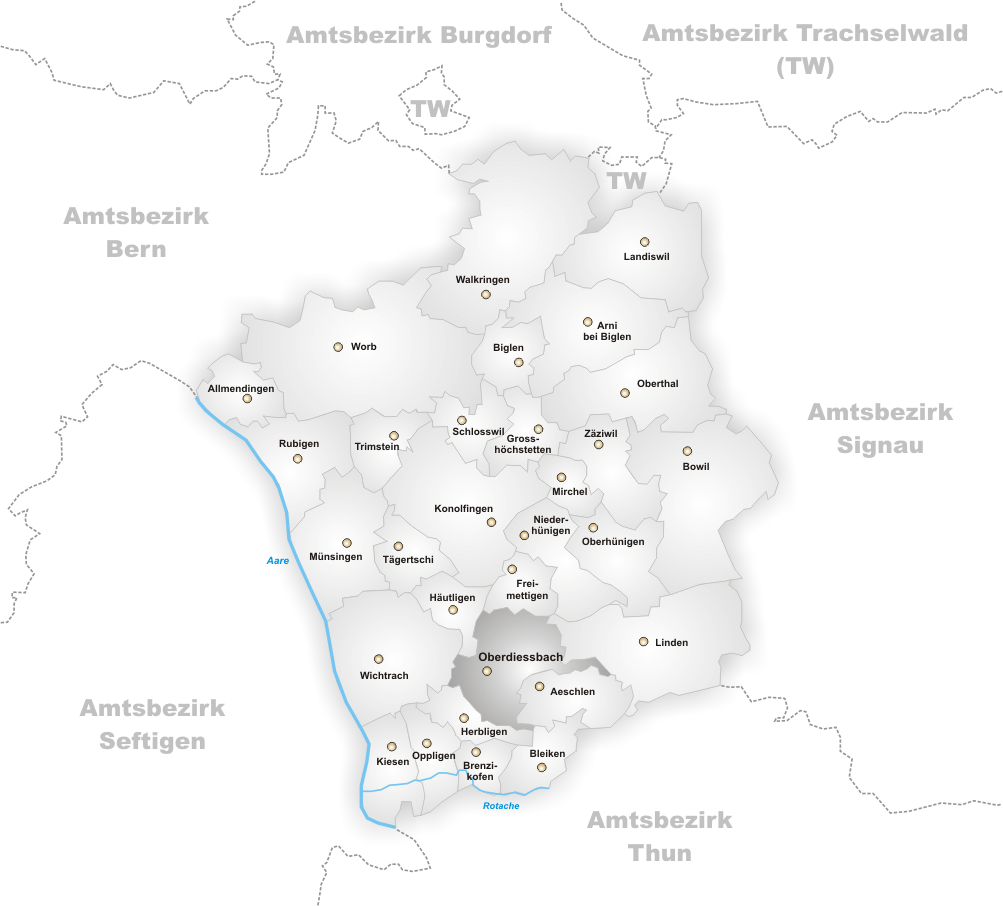
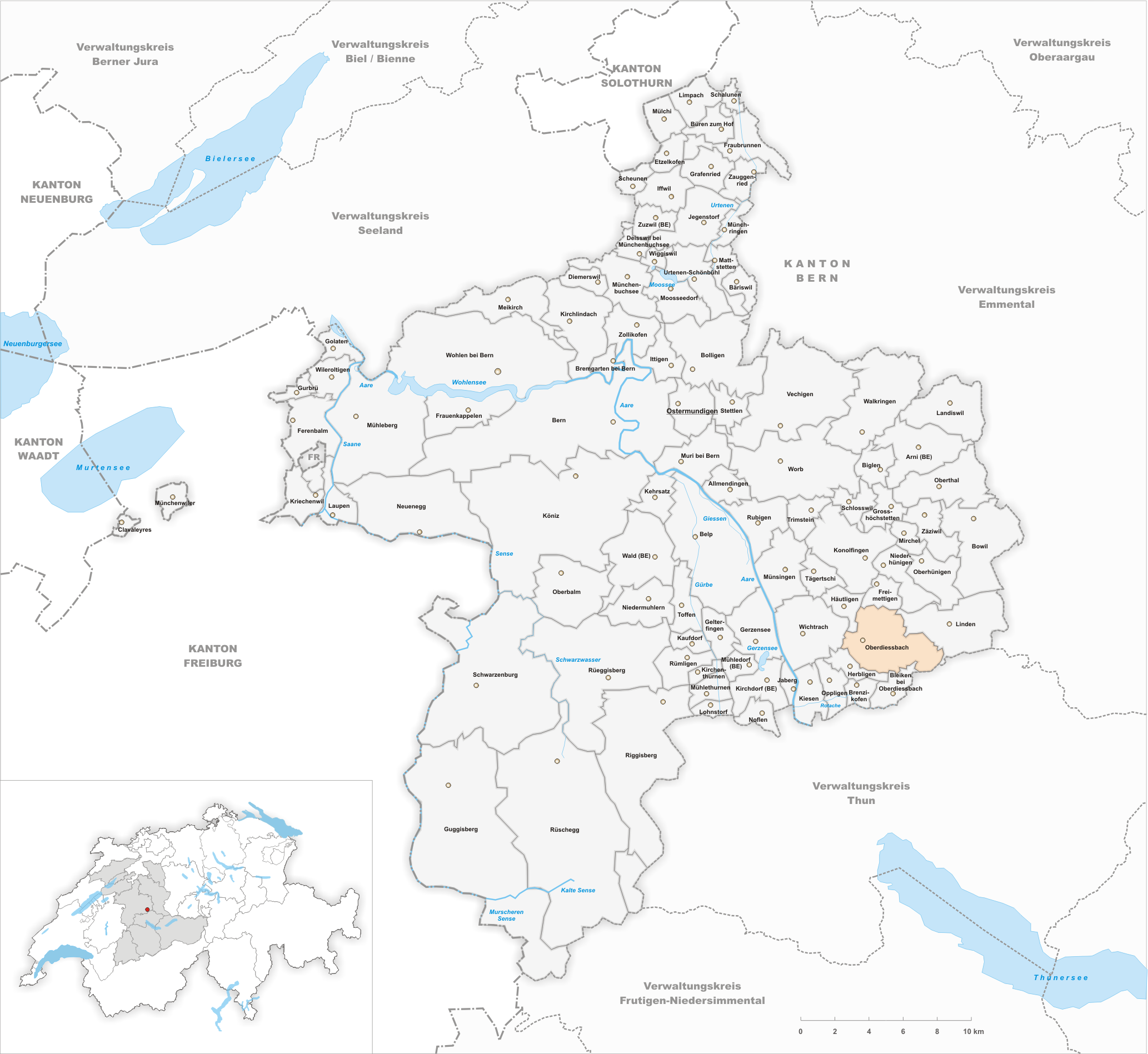

## Patrimoine bâti
Deux châteaux se trouvent sur le territoire de la commune. Le plus ancien fut édifié au XVIe siècle par les cousins Nicolas et Guillaume de Diesbach, alors que le plus récent, dit Nouveau château d'Oberdiessbach a été construit entre 1668 et 1670 par Albert de Watteville.

## Économie
- Vogt (entreprise)